# Terje Nordgarden
Terje Nordgarden (Hamar, 1978) è un artista norvegese.

## Biografia
Stregato da un concerto di Bruce Springsteeen, Nordgarden inizia da giovanissimo la sua attività di musicista in Norvegia, ma presto si trasferisce in Italia, in cerca di una vita più caotica. Si stabilisce a Bologna, dove comincia a esibirsi come busker e nei locali. Viene notato da Paolo Benvegnù, che nel 2003 produce il suo primo disco ispirato ai cantautori come Nick Drake o Jeff Buckley. L'etichetta è la Stoutmusic. Questo disco gli consente un'intensa attività concertistica in tutta Europa.
Dopo un delicato intervento alle corde vocali per rimuovere una cisti, nel 2006 è pronto per pubblicare il suo secondo album con uno stile che ricalca il primo album, ma con incursioni in ambito jazz e blues. Si tratta di "A brighter kind of blue", osannato dalla critica norvegese, è prodotto insieme al trombettista Peder Oiseth e si rifà a classici come “Pink Moon” di Nick Drake e “Nebraska” di Bruce Springsteen, ma con tratti più luminosi e soprattutto la sua “nuova” voce.
L'attività concertistica diventa sempre più intensa, grazie alle sue grandi capacità di performer. È richiestissimo in Germania, Paesi Bassi e Francia.
Nel 2008 fonda la sua etichetta GDN Records, acronimo di Giardino Del Nord, traduzione in italiano del suo nome. Un chiaro segno dell'amore che nutre per l'Italia. Nel 2009 incide, The Path of Love per la sua stessa etichetta, provando l'avventura "indipendente". L'album è registrato e prodotto a Oslo nel 2009, e in Norvegia riceve i primi apprezzamenti da parte della critica specializzata, che lo paragona a Ryan Adams. Il video della title track è girato però a Roma.
Dopo un lungo tour negli Stati Uniti nel 2011, si trasferisce definitivamente in Italia, a Catania, e produce un disco molto influenzato dal blues americano, You Gotta Get ready, che riceve un ampio consenso da parte della stampa, in ogni Paese in cui viene presentato. In Italia il singolo di lancio entra in rotazione radiofonica anche su Radio Deejay.
Diventa padre di una bimba, Maya.
L'esperienza italiana, fatta di incontri con tanti musicisti della scena indie, diventa un disco. Nel 2013, infatti, sotto la supervisione di Cesare Basile, dà vita a "Dieci", un disco di cover di cantautori italiani che ha amato o incontrato (da Paolo Benvegnù a Iacampo, dai Marta sui Tubi a Marco Parente, da Cristina Donà a Grazia Di Michele). La critica è unanime nel riconoscergli grande personalità e capacità interpretative.
Il 2014 è un anno record con più di 140 concerti in giro per l’Europa, di cui 100 solo in Italia. Nordgarden pubblica la sua prima canzone di Natale – “A Merry Old Christmas”, che raggiunge un picco di ascolti su Spotify e ad oggi è il suo brano più ascoltato su quella piattaforma.
Nel 2015 esce il suo album dal vivo “Live in Dresden”, un concerto solista registrato nella splendida cornice della Dreikönigskirche di Dresda.
Il 2016 vede l’uscita di “Tears All Over Town” e “You Must Be the Change”, due singoli che finiscono entrambi in high rotation sulla radio norvegese NRK P1 e che anticipano l'uscita dell'album "Changes".
Nel settembre 2017 esce "Changes", album maturo, impegnato. Un concept sul cambiamento. Ancora una volta la critica è unanime. L'album è stampato anche in vinile. In Italia la promozione è affidata a un tour nei club e a comparse radiofoniche e - per la prima volta - televisive, in programmi RAI.

## Discografia[11]

### Album in studio
- 2003 - Terje Nordgarden

(Stoutmusic/Audioglobe
- 2006 - A Brighter Kind of Blue

(GRAPPA / Musikkoperatørene)
- 2008 - The Path of Love   (GDN Records / Musikkoperatørene)
- 2012 - You Gotta Get Ready - (GDN Records / Musikkoperatørene)
- 2013 - Dieci (GDN Records / Musikkoperatørene)
- 2015 - Live in Dresden (GDN Records / Musikkoperatørene)
- 2017 - Changes (GDN Records / Musikkoperatørene)
- 2019 - KORSVEI (GDN Records / Musikkoperatørene)
- 2021 - Last Breath (single)

(GDN Records / Musikkoperatørene)